# Zwölf Geschlechter von Soria

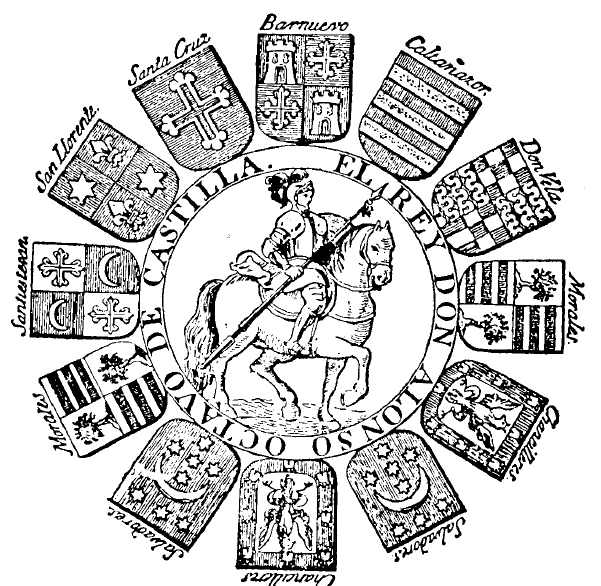
Wappen der Zwölf Geschlechter von Soria aus dem Jahr 1778

Die Zwölf Geschlechter von Soria (spanisch: Doce Linajes de Soria) bilden die Gemeinschaft und Institution der Adelsfamilien der spanischen Stadt Soria, der Hauptstadt der Provinz Soria im Osten der Autonomen Region Kastilien und León.

## Geschichte
Sie bilden das Stammhaus (span: Casa Troncal) der adeligen Familien von Soria, die das Patriziat dieser Stadt stellten. Damit besaßen sie seit dem Mittelalter kommunale Sonderrechte, die ihnen bis zum Ende des Jahres 1836 gewährt wurden. Die Gemeinschaft der Zwölf Geschlechter von Soria ist heutzutage eine spanische Adelsinstitution der Nachkommen der alten Familien und pflegt karitative und gesellschaftliche Tätigkeiten zum Wohle der Stadt.
Der Ursprung der Adelsgemeinschaft geht zurück auf die Zeit der Wiederbesiedelung von Soria durch König Alfonso I. von Aragon. Ein besonderes Privileg wurde den Zwölf Geschlechtern im Jahre 1342 unter König Ferdinand IV. gewährt, durch das die Ritter der Gemeinschaft die Leibwache der königlichen Familie auf Feldzügen stellen durften und für deren Schutz verantwortlich waren.

## Geschlechterhaus

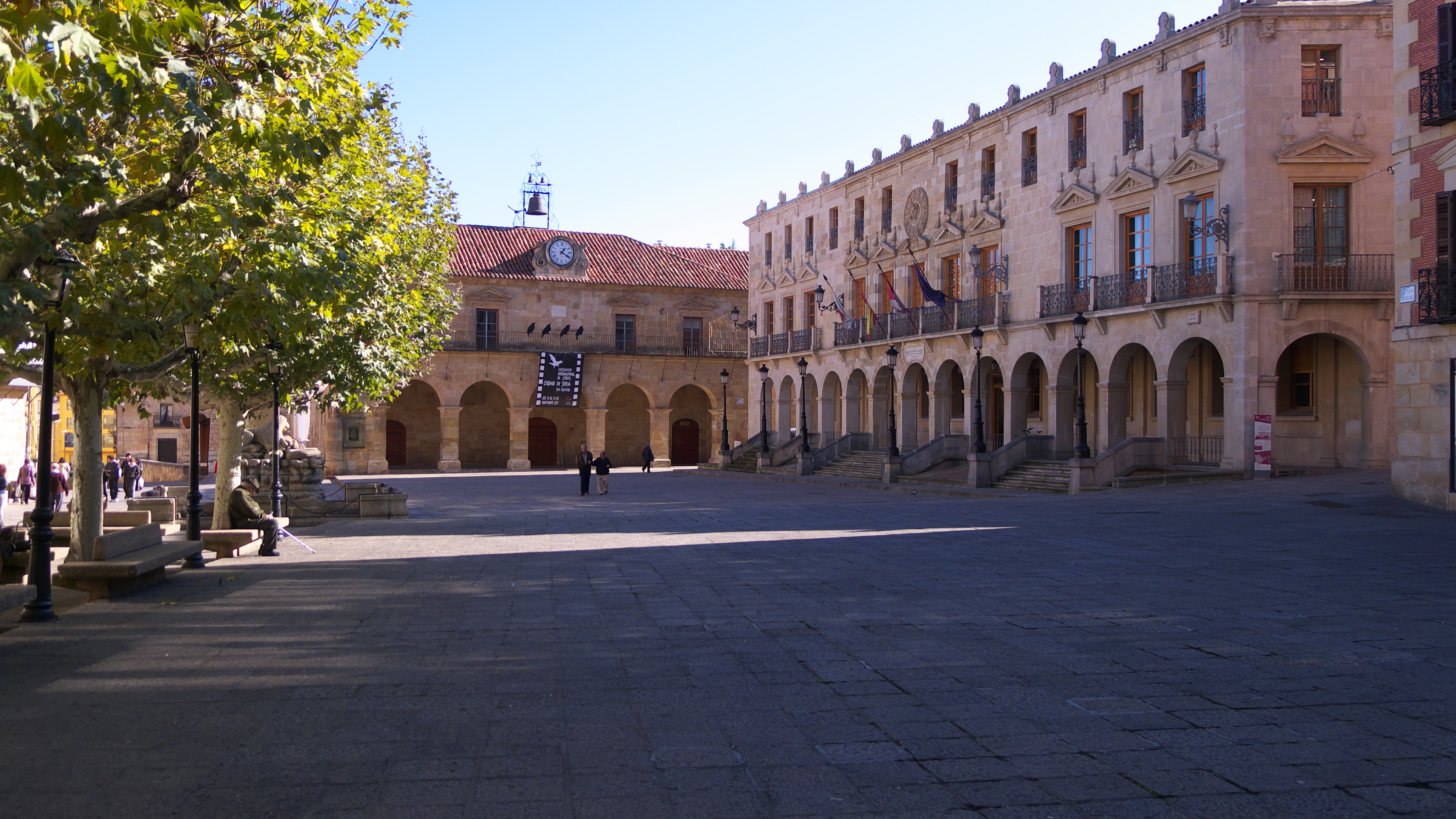
Geschlechterhaus von 1605 bis 1897 (rechts), heute Sitz der Stadtverwaltung

Traditionell versammelten sich die Zwölf Geschlechter in der Kirche von San Miguel de Montenegro. Nach der Zerstörung der Kirche im Jahr 1581 zerstört und man beschlossen, bezogen die Zwölf Geschlechter ein Haus an der Südseite der zentralen Stadtmitte (Plaza Mayor). Die ersten Sitzung in dem Haus, das seitdem mit dem runden Wappen der Zwölf Geschlechter geschmückt ist, fand am 5. Februar 1605 satt. Es war der Sitz der Gemeinschaft bis zum 30. Juli 1897, denn der Rat von Soria erwarb das Grundstück für 6.325 Peseten, um es zum Amtssitz zu machen. Im Jahr 1978 wurde es auf den rechten Seite erweitert und im Jahr 2007 wurde mit einer Erweiterung auf der linken Seite auch die gesamte Front einheitlich gestaltet. Seit dem Verkauf des Geschlechterhauses findet die Mitgliederversammlungen an unterschiedlichen Orten statt, in den letzten Jahren auch an alter Stelle im Rathaus von Soria.

## Privilegien und Vorrechte in der Stadtregierung
Alle folgenden Ämter im Stadtrat wurden ausschließlich aus dem Kreis der adeligen Nachkommen der Zwölf Geschlechter rekrutiert und ausgewählt, sie mussten eine patrilineare oder matrilineare Abstammung von diesen Zwölf Familien nachweisen können.
- Besetzung des Justizvorstehers der Stadt.
- Besetzung von 18 Ratsherrensitzen im Stadtrat.
- Besetzung des Befehlshabers der Festung von Soria.
- Besetzung des Vorstehers der Polizei.
- Besetzung der Gesandten zu den Cortes.
- Ernennung der Schöffen der Gemeinden.

## Die Zwölf Stammlinien
Die Zwölf Geschlechter von Soria teilen sich in zwölf Stammlinien auf. Jede dieser Linien hat entweder einen gemeinsamen Vorfahren, einen gemeinsamen Herkunftsort oder ein erbliches Amt aus der Zeit der Wiederbesiedlung von Soria nach der Reconquista im Mittelalter. Drei Stammlinien haben denselben Namen und sind daher doppelt im Gemeinschaftswappen vertreten (Chancillers, Morales und Salvadores). Jede Stammlinie hatte in der Vergangenheit zur Beratung der internen Angelegenheiten einen eigenen Versammlungsort, der in einer der Kirchen in Soria lag. Die gemeinschaftlichen Versammlungen fanden im Geschlechterhaus statt. 

### I. Barnuevo
Die Ursprünge dieses Hauses liegen in der Gründung eines neuen Stadtviertels während der Wiederbesiedlung von Soria, worauf sich auch der urkundlich belegte Name "Barrionuevo" bezieht. Die Mitglieder dieser Familie gründeten die heute nicht mehr existierende Pfarrkirche Unserer Lieben Frau von Barnuevo, wo sie ihre Sitzungen abhielten und wo ein Erbbegräbnis vorhanden war. Die Kirche wurde im spanischen Bürgerkrieg zerstört.

### II. Calatañazor
Die Gründer dieser Linie stammen aus der Ortschaft gleichen Namens. Sie erbauten in Soria die Pfarrkirche Unserer Lieben Frau von Calatañazor. Diese Kirche wurde im 18. Jahrhundert abgerissen.

### III. Chancilleres (San Bartolomé) und IV. Chancilleres (San Juan)
Diese Linie teilt sich in zwei Häuser und wird daher in dem Kreis der Zwölf Geschlechter doppelt gezählt. Beide Geschlechterversammlungen fanden in der Kirche St. Bartholomäus statt.

### V. Don Vela
Gründer der Familie ist Don Vela de Castillia. Sie hatten ihre Treffen in der Pfarrkirche San Juan des Naharros ab. Die Kirche wurde im Jahr 1577 abgerissen.

### VI. Morales (Blancos) und VII. Morales (Negros)
Diese Linie unterteilt sich in zwei Häuser: Die Weißen und die Schwarzen Morales. Die einen hatten ihren Sitz in der Kirche Unserer Lieben Frau der fünf Städte, dem jetzigen Kloster Nuestra Señora del Carmen und die anderen versammelten sich in der Kirche von San Miguel de Cabrejas, unterhalb der Burg.

### VIII. Salvadores (Someros) und IX. Salvadores (Hondoneros)
Auch dieses Haus verfügt über zwei Zweige. Martín Salvador gab dieser Linie seinen Namen. In der Geschichte des Cid wird gesagt, dass mit dieser illustren Persönlichkeit aus Valencia auch sein Adjutant Antolín Sánchez de Soria kam. Zusammen brachten sie „40 Speere auf“ (que entre fijos y parientes llevaba 40 lanzas). Diese Linie hat die Familie Ríos (auch: Casa de los Condes de Gómara) aufgenommen, die das außergewöhnliche Privileg der "fluctuosas" genossen. Dieses Privileg bestand darin, dass sie sich von jedem Verstorbenen, der unter ihrer Herrschaft stand, ein Erbstück aneignen durften.
Zum Haus gehörte auch Blasco de Barnuevo, der in der Schlacht bei Pavia den König Franz I. von Frankreich gefangen genommen hat. Die Ereignisse sind in einem bemerkenswerten Manuskript festgehalten. Die beiden Zweige dieses Hauses trafen sich in der Kirche San Nicolas; die Hondoneros im Portikus und die Someros im Chor.

### X. San Llorente
Es ist das älteste Haus. Ihre Treffen fand in der Kirche von San Lorenzo (altertümlich: San Llorente) statt. Die Kirche gab der Linie auch ihren Namen. Diese Kirche wurde endgültig im Jahr 1663 geschlossen und um 1736 als Kaserne verwendet; Sie verschwand im 18. Jahrhundert.

### XI. Santa Cruz
Die Legende besagt, dass die Nachkommen dieses Hauses von „Megara dem glorreichem Hauptmann“ abstammen, der durch den Apostel Jakobus zum Glauben fand, als ihm ein schwebendes Kreuz erschienen war. Diese Linie erhielt den Namen von der Pfarrkirche Santa Cruz, einer der ältesten von Soria, in der sie ihre Sitzungen abgehalten haben. Diese Kirche wurde um 1826 vollständig verlassen und verschwand während des 19. Jahrhunderts.

### XII. Santisteban
Die Mitglieder dieser Linie tagten in der Pfarrkirche San Esteban, und ab 1804 in der Kirche San Juan de Rabanera.

## Ähnliche Institutionen
In vielen anderen europäischen Städten gibt es ähnliche, patriziär politische Gesellschaften, wie die Sieben Adelshäuser von Brüssel, die Stämme von Galway, die Paraiges von Metz, die Estendes von Verdun oder die Ganerbschaft Alten Limpurg in Frankfurt am Main.